# حوزه انتخابیه ممسنی و رستم
حوزهٔ انتخاباتی ممسنی و رستم یکی از حوزه‌های استان فارس برای انتخابات مجلس شورای اسلامی است. این حوزه به مرکزیت نورآباد، ۱ نماینده دارد.

## فهرست نمایندگان
- دورۀ‌ اول: صمد شجاعیان
- دورۀ دوم: صمد شجاعیان
- دورۀ سوم: سید عبدالرسول موسوی
- دورۀ چهارم: رضاقلی اللهیاری
- دورۀ پنجم: فریبرز انصاری
- دورۀ ششم: سید ابراهیم امینی
- دورۀ هفتم: علی احمدی
- دورۀ هشتم: عبدالرضا مرادی
- دورۀ نهم: نوذر شفیعی
- دورۀ دهم: مسعود گودرزی
- دورۀ یازدهم: مجید انصاری

## پی‌نوشت و منبع
- «جدول حوزه‌های انتخابیه در انتخابات دهمین دورهٔ مجلس شورای اسلامی» (PDF). مرکز پژوهش و سنجش افکار صدا و سیما. بایگانی‌شده از اصلی (PDF) در ۵ اكتبر ۲۰۱۸. دریافت‌شده در ۱۸ ژوئیه ۲۰۱۶. تاریخ وارد شده در |archive-date= را بررسی کنید (کمک)